# Вилађо Амендола (Фођа)
Вилађо Амендола (итал. Villaggio Amendola) је насеље у Италији у округу Фођа, региону Апулија.
Према процени из 2011. у насељу је живело 151 становника. Насеље се налази на надморској висини од 51 м.